# Bruno Grauel
Karl Gerhard Bruno Grauel (* 1. November 1884 in Berlin; † 6. Juli 1937 ebenda) war ein deutscher Eishockeyspieler und Eiskunstläufer.

## Leben
Bruno Grauel hatte drei ältere Brüder und wuchs in Nordamerika auf, wo er das Eishockeyspiel erlernte. Seine Mutter starb, als er erst vier Jahre alt war. Sein ältester Bruder Max starb etwa 1897 noch vor seinem 20. Geburtstag. Seine beiden anderen Brüder, Hermann und Felix, kehrten als Erwachsene in die Vereinigten Staaten zurück.
Bruno Grauel heiratete am 18. Oktober 1919 Anna Bertha Engel (1895–1961) und hatte mit ihr zwei Kinder. Er verstarb 1937 in Berlin.

### Eishockey
Als Eishockeyspieler gehörte Grauel 1908 der ersten Eishockey-Mannschaft des Berliner Schlittschuhclubs an. Er nahm als Spieler an der Eishockey-Europameisterschaft 1910 teil – es war die erste offizielle Eishockey-Europameisterschaft. Die Länder wurden nicht durch Nationalmannschaften, sondern ihre besten Eishockeyvereine vertreten. Weitere Teilnahmen an Europameisterschaften folgten 1911, 1913 und 1914. Außerdem nahm er am Coupe de Chamonix 1911 und der LIHG-Meisterschaft 1913 (Goldmedaille) teil. Mit dem BSchC wurde er 1910 Berliner Meister sowie 1912, 1920 und 1923 deutscher Meister.
Bruno Grauel wurde auf verschiedenen Positionen eingesetzt – teils spielte er in der Verteidigung, teils als Rover oder als Center. Sein Spielstil wurde als für damalige Verhältnisse hart beschrieben, manchmal wurde er von seinen Mannschaftskameraden für sein egoistisches Spiel kritisiert, außerdem verfügte er über ein starkes Puck-Handling und zog gerne direkt aufs Tor.

### Eiskunstlauf
1911 wurde er zusammen mit Alice Rolle deutscher Meister im Paarlauf.

#### Erfolge im Paarlauf mit Alice Rolle
Deutsche Meisterschaften
- 1911 – 1. Rang